# Xylomoia stangelmaieri
Xylomoia stangelmaieri is een vlinder uit de familie uilen (Noctuidae). De wetenschappelijke naam is voor het eerst geldig gepubliceerd in 1998 door Mikkola.
De soort komt voor in Europa.